# Golf-Club Crans-sur-Sierre
Der Golf-Club Crans-sur-Sierre ist eine der ältesten Golfanlagen der Schweiz und befindet sich in Crans-Montana in den Walliser Alpen auf einer Höhe von 1500 Metern.

## Geschichte
Im Jahr 1905 übernahmen der Hotelier Albert de Preux und der britische Geschäftsmann Henry Lunn eine bankrotte Klinik in Crans und bauten sie um in ein Luxus-Hotel. Um den Ansprüchen der britischen Touristen gerecht zu werden, wurde ein Golfplatz bei den Briten Freemantle und Gedge in Auftrag gegeben. Im Folgejahr eröffneten die ersten neun Löcher, die zweiten neun waren 1908 fertiggestellt.
Für die einheimische Bevölkerung erwies sich der Golfplatz als echter Wirtschaftsfaktor innerhalb des allgemeinen touristischen Aufschwungs. Zuvor lebte die Bevölkerung ausschließlich von der Landwirtschaft und in relativer Armut. Die Vermietung der Felder zum Zweck des Golfspiels war deutlich lukrativer als deren mühsame Bewirtschaftung. Dazu konnten sich die jungen Männer als Caddies verdingen, was in Crans bald zu einer Tradition wurde. Emile Bonvin und Géronce Barras gründeten eine Snack Bar, aus der sich später das Golfhotel entwickelte.
Als die britischen Touristen während des Ersten Weltkrieges fernblieben, kam es zu einem allgemeinen Niedergang und der Golfplatz verwahrloste. 1917 diente das Golfhotel zur Unterbringung von verwundeten Soldaten und französischen Kriegsgefangenen. Nach dem Krieg wurden 9 Loch wieder hergestellt und 1924 kam es zur offiziellen Gründung des Golfclubs. Erster Präsident wurde René Payot aus Genf, der zwei Jahre später ein Projekt zum erneuten Ausbau auf 18 Loch startete. Schließlich konnte der Platz im Juli 1929 eröffnet werden, kurz darauf wurde er aber nochmals überarbeitet durch den Engländer Harry Nicholson. Dieses Layout sollte unter dem Namen Plan-Bramois bis 1997 Bestand haben.
In den folgenden Jahrzehnten entwickelte sich eine echte Golfkultur in der Bevölkerung, wobei insbesondere die Familien Bonvin und Barras immer wieder Spitzenamateure oder Profis hervorbrachten, die als Caddies begonnen und nach getaner Arbeit an ihrem Golfspiel gearbeitet hatten. Dazu fand 1939 erstmals die Swiss Open in Crans-Montana statt und nach einer kriegsbedingten Unterbrechung wurde sie 1948 wieder dort aufgenommen und findet seither alljährlich im September statt, mittlerweile unter dem Namen Omega European Masters.
1951 kam es zum Bau eines zusätzlichen 9-Loch Platzes unter dem Namen Les Xirès, der 1988 dann zum Parcours Jack Nicklaus wurde. Nach der European Masters 1997 wurde deutlich, dass die Grüns von Plan-Bramois saniert werden mussten und Severiano Ballesteros, der bereits seit 1995 kleinere Änderungen am Platz durchführte, bekam diese Aufgabe übertragen. Er machte jedoch nicht bei den Grüns halt, sondern veränderte auch Abschläge und Hindernisse, so dass einige Löcher einen vollständig anderen Charakter bekamen. Um dieser Tatsache Rechnung zu tragen, wurde der Platz 2002 umbenannt in Parcours Severiano Ballesteros.
Mittlerweile gibt es noch zwei weitere 9-Loch Plätze, die vom Golf-Club Crans-sur-Sierre betrieben werden und in erster Linie für Anfänger gedacht sind. Es handelt sich dabei um Super Crans, ein Layout von 916 Metern nahe dem gleichnamigen Hotel in Montana-Vermala. In Chermignon d’en Bas befindet sich schließlich der Golfplatz Noas mit einer Länge von 1365 Metern.

## Golferische Aspekte

### Charakter
Sowohl der Ballesteros-Platz, als auch der von Jack Nicklaus, sind typische Parkland-Layouts. Die Bahnen des Jack Nicklaus Course sind hügeliger, enger und kürzer als die des 18-Loch Platzes, ansonsten sind sie aber durchaus vergleichbar. Golfplätze im Hochgebirge müssen sich normalerweise auf relativ engem Raum ausbreiten, da sie mit Hotels und anderen Anlagen um den wenigen Platz konkurrieren. Crans-Montana ist insofern eine Ausnahme, als es zum einen auf einem sehr großen Hochplateau liegt und zum anderen die Flächen für den Golfplatz bereits vor Beginn des Massentourismus gesichert wurden.
Aus diesem Grund konnten die Bahnen großzügig konzipiert und auf Rough fast gänzlich verzichtet werden. An einigen Bahnen kommt sogar Wald ins Spiel, so etwa an Ballesteros Loch 6, das gänzlich durch eine Waldschneise zu spielen ist. An den Löchern 5 und 17 muss das Grün über Bäume angespielt werden. Einige geschickt platzierte Teiche komplettieren das Parkland-Repertoire. Echten Hochgebirgscharakter kann nur Ballesteros Loch 7 für sich reklamieren, das zunächst steil nach links abfällt, um dann ebenso steil nach rechts wieder anzusteigen zu einem Grün, das in der Luft zu schweben scheint. Aber auch die anderen Löcher haben einige Besonderheiten, die den Platz insgesamt abwechslungsreich gestalten. Trotz der schnellen und manchmal schwer zu lesenden Grüns sind die Bahnen auch für durchschnittliche Golfspieler zu meistern, der Platzrekord auf dem Ballesteros Course liegt bei 60 Schlägen (Baldovino Dassu 1971, Jamie Spence 1992).

### Besondere Landmarken
Gedenktafel für Billy Casper
Am Abschlag von Loch 14, einem sehr schwer anzuspielenden Par 5, steht eine Gedenktafel für Billy Casper, der 1971 bei der Swiss Open hier einen Albatros erzielte, also mit zwei Schlägen einlochte. Dies ist umso bemerkenswerter, als das Loch aufgrund seiner Topographie (siehe Abbildung unten) einen auf das Grün rollenden Ball eigentlich nicht zulässt. Ein Anspiel durch die Luft ist für den langen, zweiten Schlag an einem Par 5 ebenfalls kaum denkbar.
Gedenktafel für Severiano Ballesteros
An Loch 18, dem abschliessenden Par 4, steht weit rechts unten bei der Wand zum Schwimmbad eine Gedenktafel für Severiano Ballesteros. Bei der Schlussrunde 1993 des damaligen Canon European Masters, den heutigen Omega European Masters, kam Ballesteros' Abschlag erst unter den Tannen nahe bei der Wand zu liegen. Caddie Billy Foster empfahl, den Ball konservativ auf das Fairway zu chippen und ein Par zu spielen. Aber Ballesteros sah zwischen den Bäumen und der Wand ein tellergrosses Loch, das in der geeigneten Richtung lag. Mit einem wundersamen Befreiungsschlag spielte er von der aussichtslosen Position nahe ans Green und chippte den Ball von dort direkt ins Loch zum 6. Birdie hintereinander. Mit der spektakulären Aufholjagd sicherte er sich gemeinsam mit Miguel Ángel Jiménez den zweiten Platz, einen Schlag hinter Barry Lane.

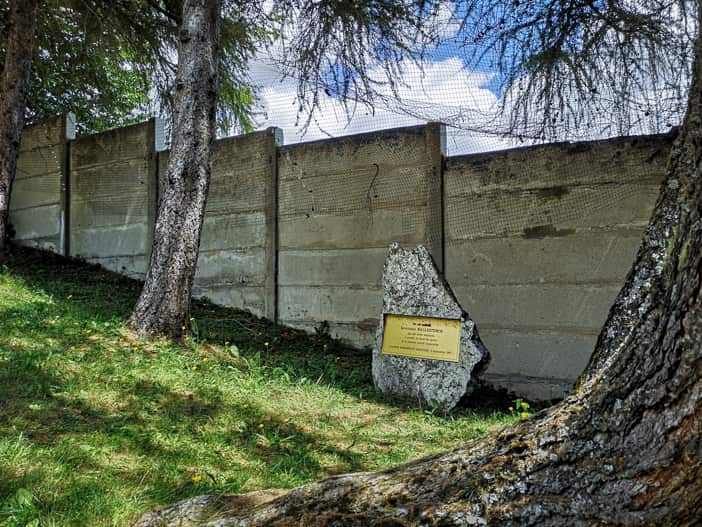
Lage von Ballesteros' Ball rechts vom 18. Fairway neben der Wand zum Schwimmbad

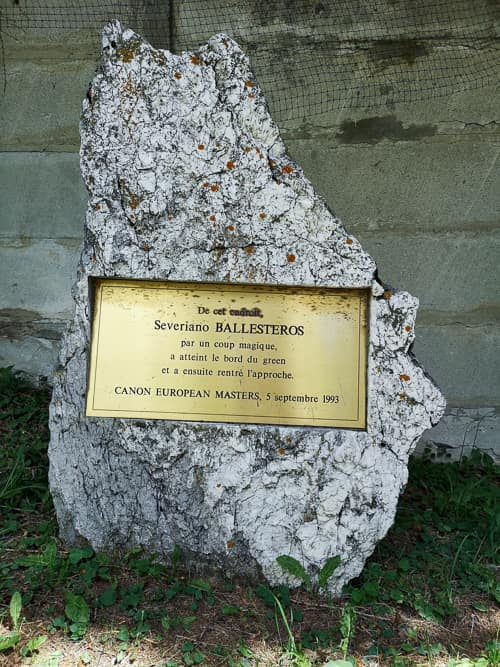
Von hier schlägt Severiano Ballesteros den Golfball mit einem Pitching-Wedge auf das 18. Green und wird Zweiter

## Galerien

### Parcours Severiano Ballesteros

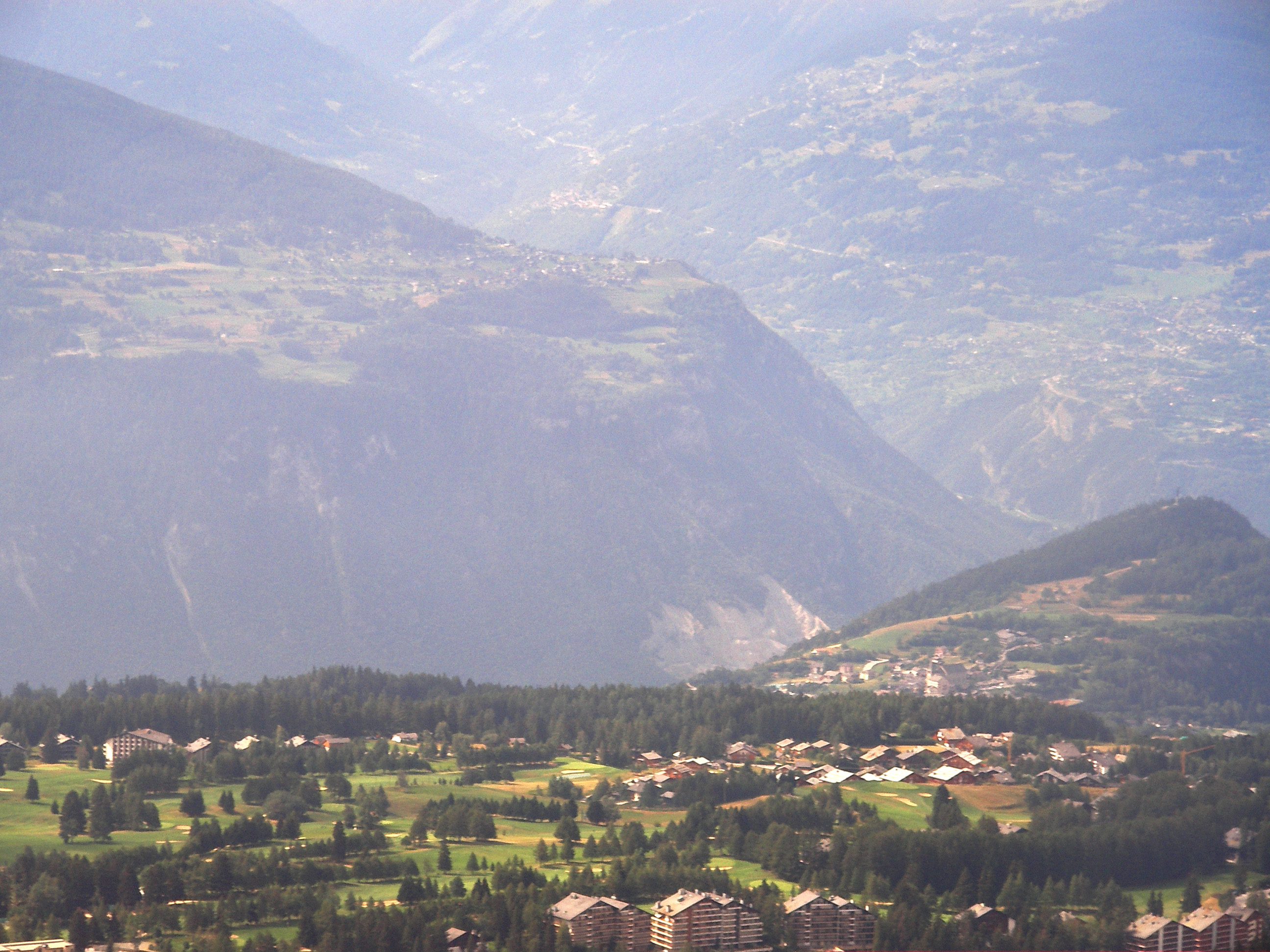
Gesamtansicht des Golfplatzes auf dem Hochplateau von Crans-Montana.
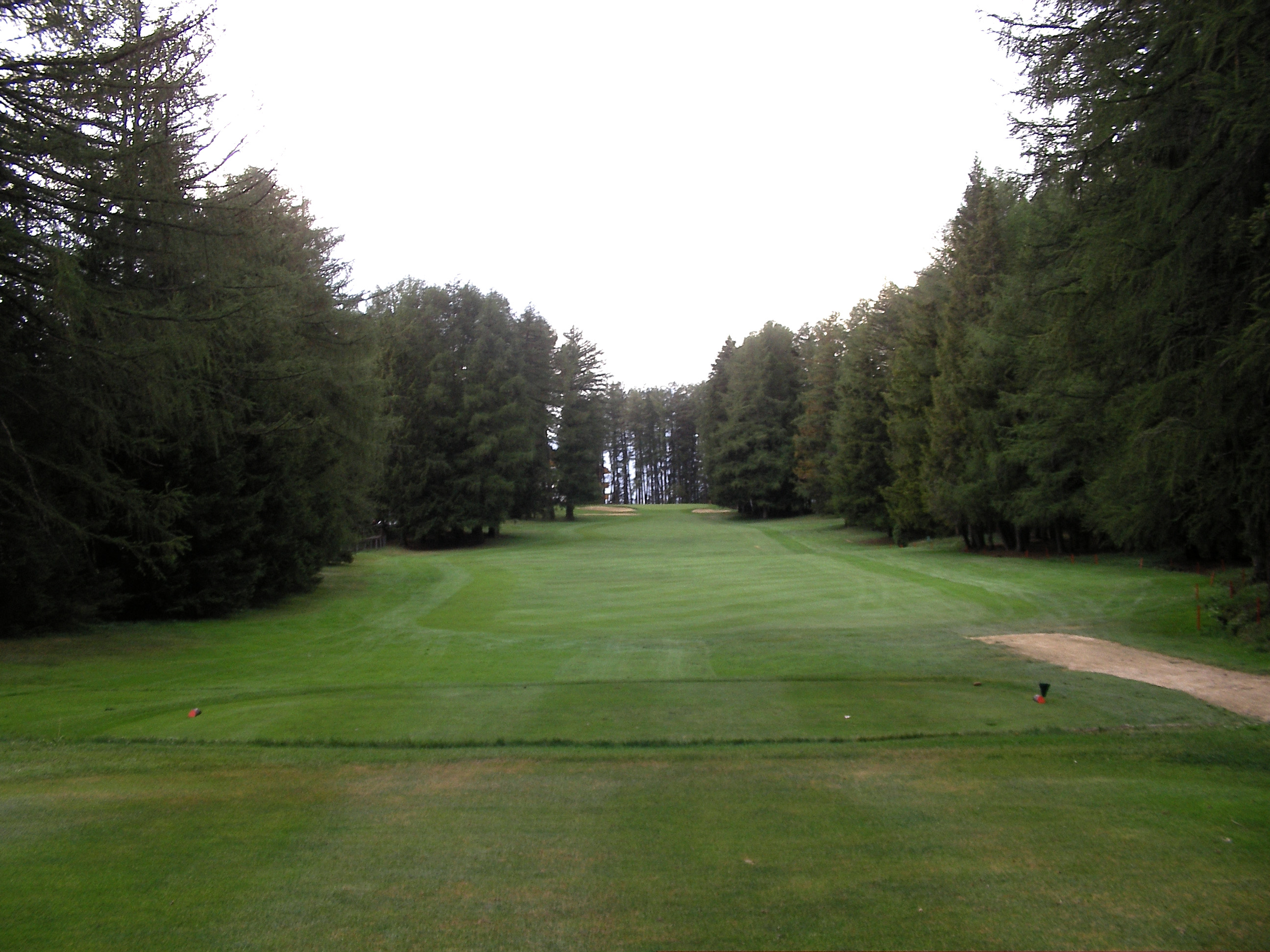
Loch 6, ein kurzes Par 4 durch eine Waldschneise.
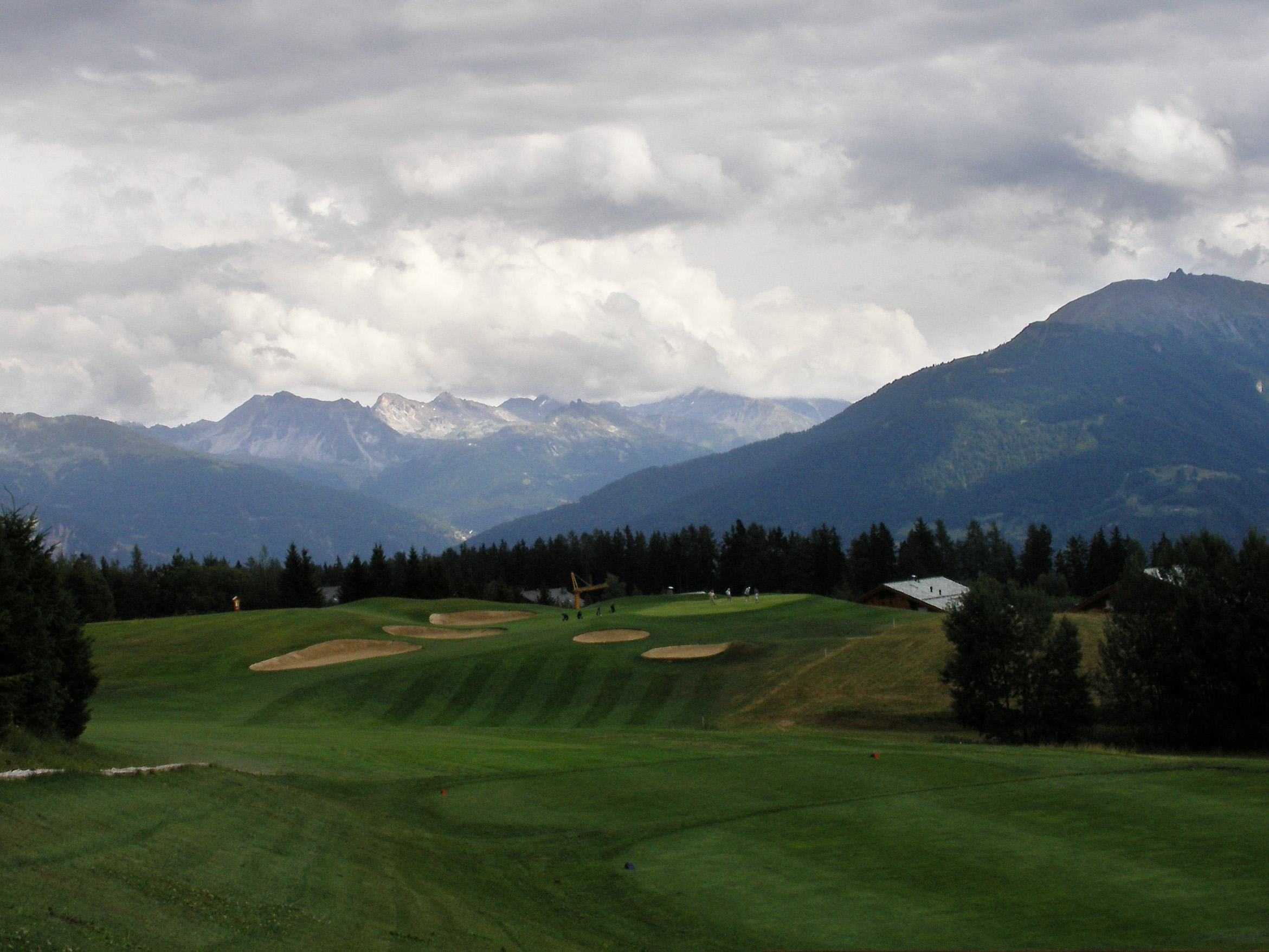
Loch 7. Der in Streifen gemähte Bereich vor der Bunkerlandschaft sieht einladend aus, ist jedoch kaum bespielbar. Das Fairway verläuft links davon.
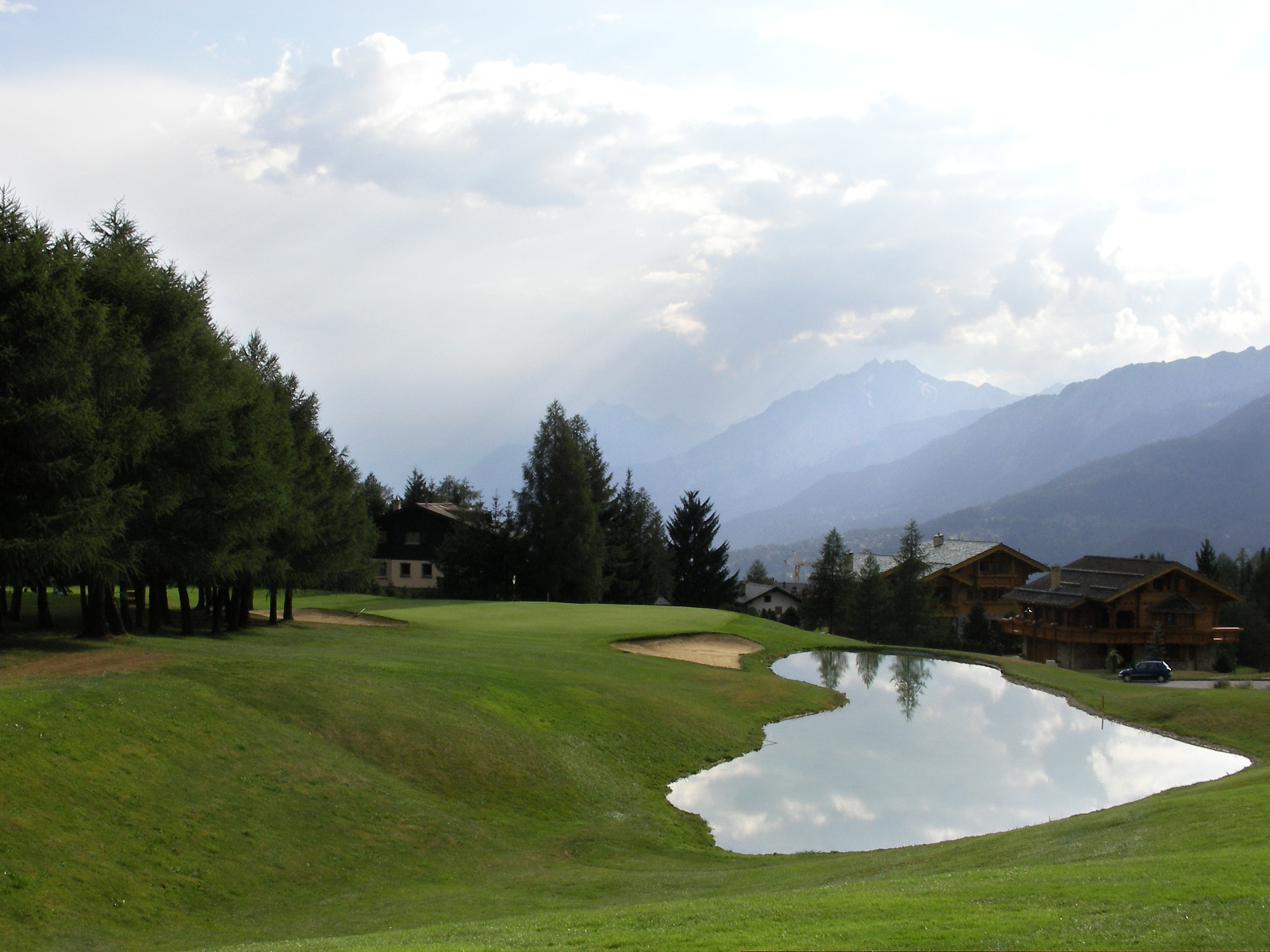
Billy Caspers Albatros-Loch. Das 14. Grün ist nur durch die Luft anspielbar, rollende Bälle laufen den Abhang hinunter in den See.
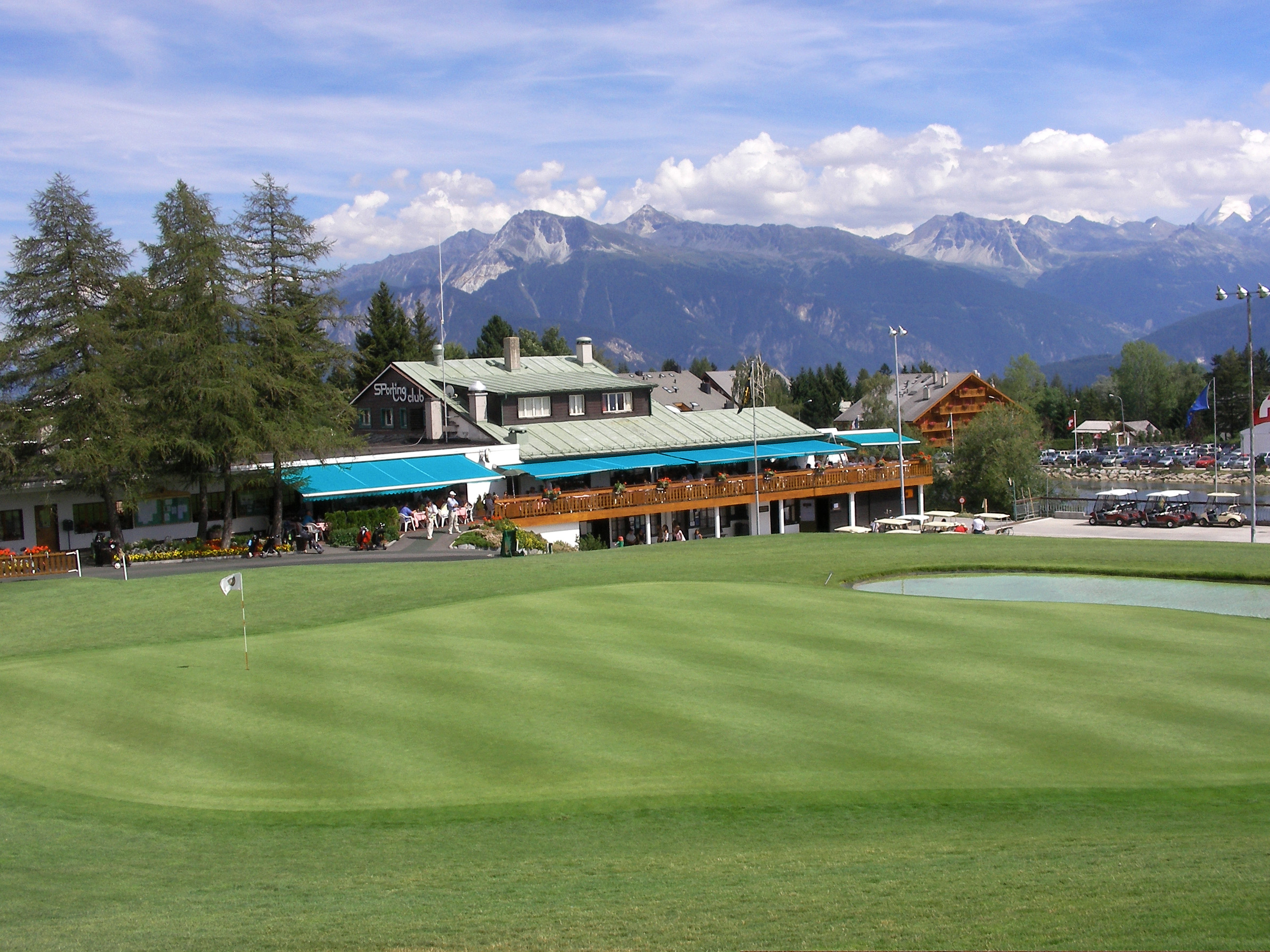
18. Grün mit Clubhaus.

### Parcours Jack Nicklaus

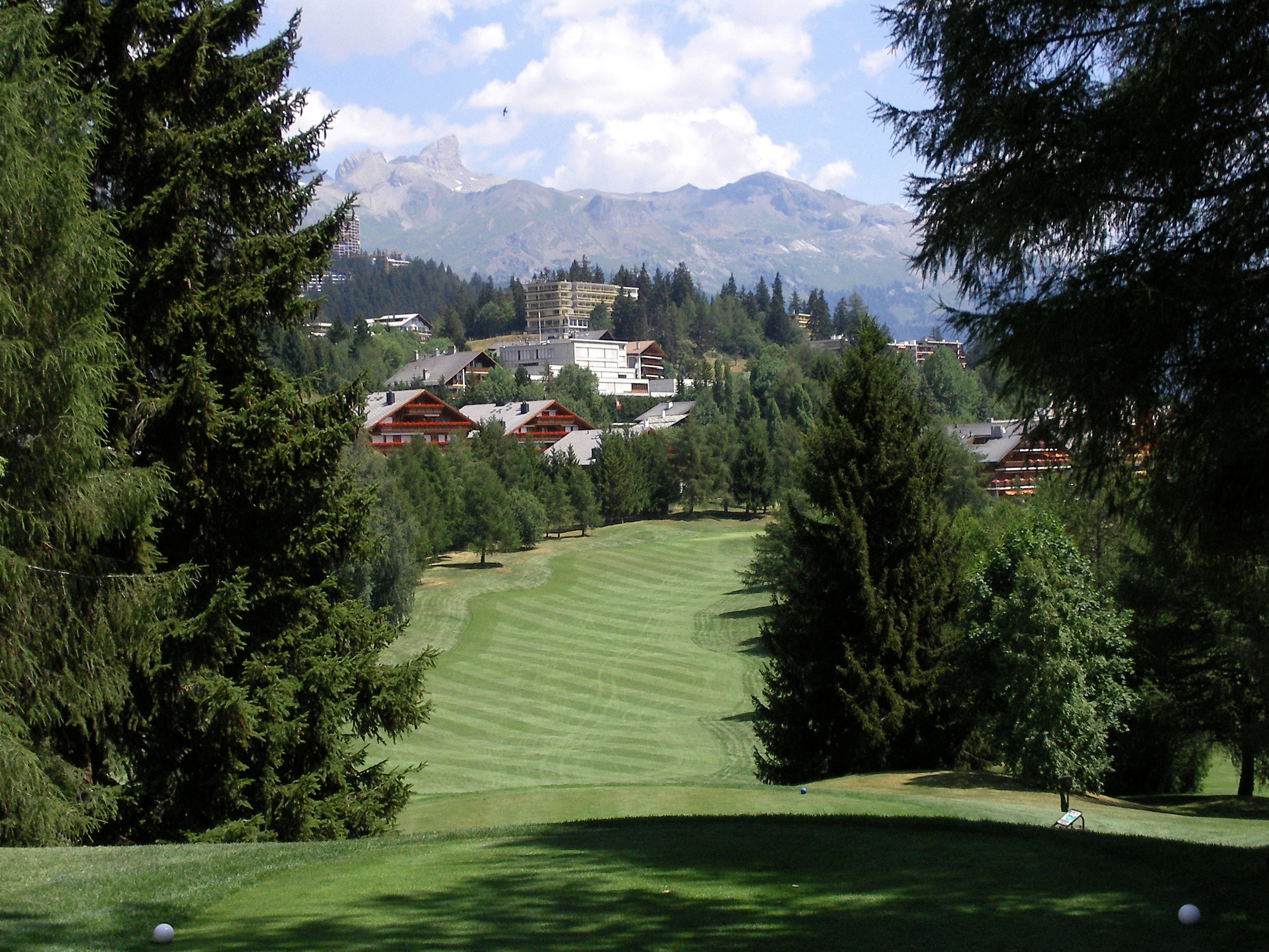
Abschlag von Loch 1 bergab auf ein nach rechts hängendes Fairway.
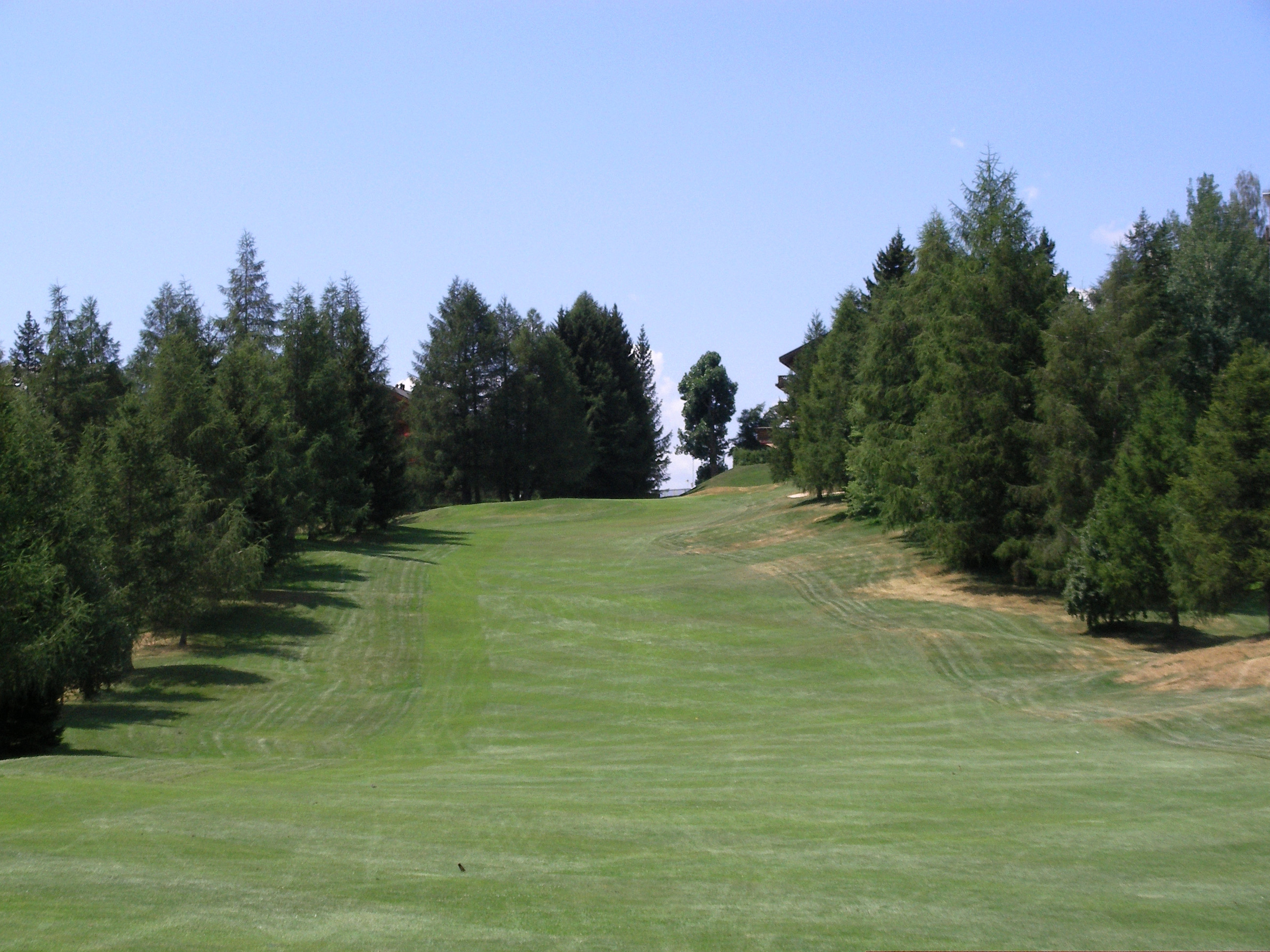
Das 4. Loch ist das einzige Par 5 des Platzes. Der Schlag ins Grün führt steil bergauf.
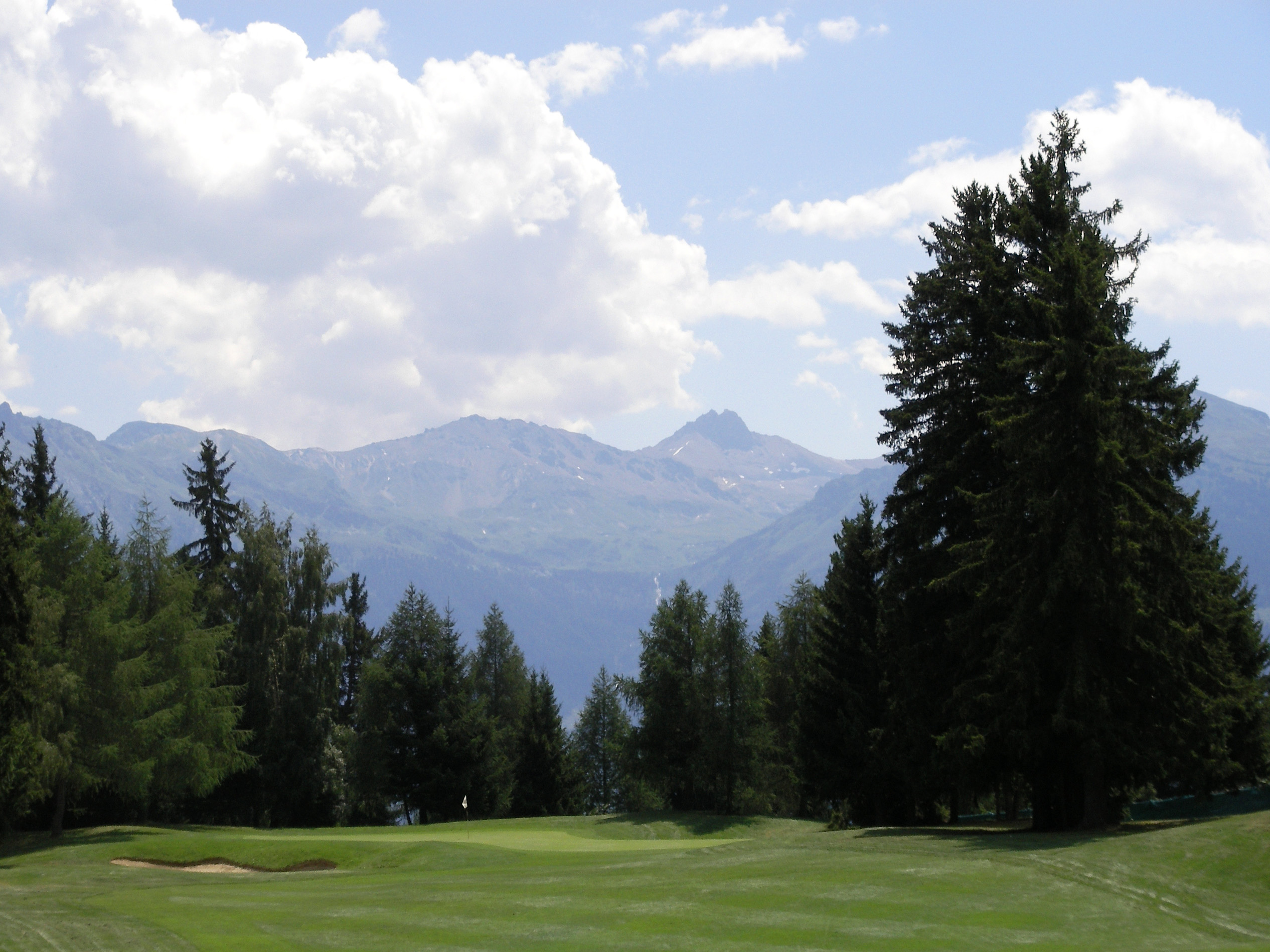
Die erhebliche Tiefe von Grün 6 ist vom Abschlag aus (193 Meter von weiß) nicht zu erkennen, so dass oft ein überraschend langer Putt verbleibt.